# ジョン・フォン・ノイマン
ジョン・フォン・ノイマン（英: John von Neumann、 1903年12月28日 - 1957年2月8日）は、ハンガリー出身のアメリカ合衆国の数学者。ハンガリー語名はノイマン・ヤーノシュ・ラヨシュ（Neumann János Lajos、発音 [ˈnɒjmɒn ˈjaːnoʃ ˈlɒjoʃ]）。ドイツ語名はヨハン・ルードヴィヒ・フォン・ノイマン（Johann Ludwig von Neumann）。
わずか53年あまりの人生で、論理学・数学・物理学・化学・計算機科学・情報工学・生物学・気象学・経済学・心理学・社会学・政治学の極めて幅広い分野に関する150編の先駆的な論文を発表し、影響を与えた。20世紀科学史における最重要人物の一人とされ、特に原子爆弾やコンピュータの開発への関与でも知られる。

## 生い立ち
1903年にブダペストにて3人兄弟の長男として生まれた。名はヤーノシュ。愛称はヤーンチ。裕福な家庭で父は銀行の弁護士ノイマン・ミクシャ（英語名：マックス・ノイマン）、母はカン・マルギット（英語名：マーガレット・カン）で、ともにハンガリーに移住したユダヤ系ドイツ人だった。
幼い頃より英才教育を受け、ラテン語とギリシャ語の才能を見せた。6歳で7桁から8桁の掛け算を筆算で行い、父親と古代ギリシャ語でジョークを言えた。8歳で微分積分をものにした。興味は数学にとどまらず、家の一室にあったヴィルヘルム・オンケンの44巻本の歴史書『世界史』を読了した。好んで読んだもの、特に『世界史』やゲーテ、ディケンズの小説などに関しては一字一句間違えず暗唱できた。長じてからも数学書や歴史書を好み、車を運転しながら読書することもあった。
1910年ごろには父親がフェンシングの先生を招き、家族でフェンシングに取り組んだ。もっとも、ノイマンはまったく上達せず、先生も匙を投げてしまう。また、音楽の先生にピアノやチェロを習わせたが、これもまったく上達しなかった。実はレッスンの最中に譜面の裏に歴史や数学の本を隠して読んでいたことが後から判明した。
1913年に父親が貴族に叙された（オーストリアのユンカーに相当する位）。この段階で「ノイマン・ヤーノシュ」は「フォン・ノイマン・ヤーノシュ」になり、さらにドイツ語のヨハン・フォン・ノイマン（Johann von Neumann）に変わることになる。
1914年にはブダペストにあるルーテル・ギムナジウム「アウグスト信仰の福音学校」へ入学。ノーベル物理学賞受賞者ユージン・ウィグナーとはルーテル校で学友だった。入学したルーテル校のラースロー・ラーツ(en:László Rátz)がノイマンの数学の才能を見抜き、父親に「ご子息に普通の数学を教えるのはもったいないし、罪悪とすらいえるでしょう。もしもご異存がなければ、私どもの責任でご子息にもっと高度な数学を学べるように手配いたします。」と話し、父親が承諾すると、ラーツはブダペスト大学の数学者にノイマンを引き合わせた。その数学者のひとりであるヨージェフ・キルシャーク教授がセゲー・ガーボル講師にノイマンの家庭教師を頼んだ。セゲーは最初の授業で試しに出題した問題をノイマンがみごとに解いたので、その夜自宅で涙を浮かべて喜んでいたと、セゲーの妻は記憶している。
1915年から1916年にセゲーはノイマンの家庭教師を続けた。その後、ブダペスト大学の数学者たちが個人教授をうけもった。そのうちのミヒャエル・フェケテとリポート・フェイエールが最もよく付き合った。
1920年に17歳のギムナジウム時代に、数学者フェケテと共同で最初の数学論文「ある種の最小多項式の零点と超越直径について」を書く。その論文は1922年にドイツ数学会雑誌に掲載される。
1921年にラーツは父親との約束を守り、ノイマンが数学以外の科目を勉強するように指導した。ノイマンはギリシャ語、ラテン語や歴史、そして数学の授業も他の生徒と同じように受けていた。同窓生のウィルヘルム・フェルナーやウィグナーによると、ノイマンはみんなから好かれようと懸命に努力しており、いばるそぶりや自分の殻に閉じこもって周りを無視するようなことは無かった。しかし、体育は何をしてもまったくダメで、どうしても周りの学生といっしょになることはできなかった。ギムナジウムでは首席であり、当時の成績表によると、ほとんどの科目は「優」であった。いっぽう、例外的に習字・体育・音楽の成績は落第すれすれの「可」であった。6月に受験した卒業試験「マトゥーラ」では首席であり、さらにエトヴェシュ賞にも合格した。
1921年から1926年にかけてブダペスト大学 (Eötvös Loránd Tudományegyetem) の大学院で数学を学んだ。数学よりも金になる学問をつけさせようと望んだ父親は友人のセオドア・フォン・カルマンに相談し、ベルリン大学とチューリッヒ工科大学を掛け持ちして化学工学 (chemical engineering) を学ぶことになった。授業を欠席しても試験では非常に優秀な成績だった。23歳で数学・物理・化学の博士号を授与された。1926年、論文がドイツのダフィット・ヒルベルトにいたく気に入られ、ゲッティンゲン大学でヒルベルトに師事した。ヒルベルトも彼に感心するばかりで、瞬く間にヒルベルト学派の旗手となり、1927年から1930年に最年少でベルリン大学の私講師 (Privatdozent) を務めた。しかし、1930年代はナチス政権を避けて、ノイマン一家はアメリカ合衆国に移住することになり、ジョンというアメリカ風の名前に改名した。兄弟はみな異なった姓の表記に変え、ヤーノシュは、フォン・ノイマンvon Neumannという貴族風の匂いが強く残る苗字に、彼の兄弟たちはVonneumannとニューマンNewmanにした。
1930年にプリンストンに招かれ、プリンストン高等研究所の所員に選ばれた（4人のメンバーのうち2人はアルベルト・アインシュタインとヘルマン・ワイルであった）。1933年以降、この研究所で数学の教授を務めた。ノイマンは、1937年にアメリカに移住してほどなく応用数学を研究し始め、ドイツとの戦争には数値解析が必要であると考えた。そこで、アメリカ合衆国陸軍に自ら志願するが、不採用になった（当時の弾道研究所の責任者をしていたのはカルマンであり、彼は、ノイマンに化学の道を開いた張本人であったため、ノイマンが応用数学の領域に進むのを阻止したかったからであると言われている）。しかし、程なくして爆発物の分野での第一人者となり、アメリカ合衆国海軍に対するコンサルティングの仕事をした。また、ロスアラモス国立研究所でアメリカ合衆国による原子爆弾開発のためのマンハッタン計画に参加していた。さらに弾道研究所が担当していたENIACのプロジェクト開始から1年後、マンハッタン計画に従事していたノイマンもこの電子計算機のプロジェクトに気付いて関わることとなった。
1950年代にはアメリカ合衆国国防総省、中央情報局（CIA）、IBM、ゼネラル・エレクトリック、スタンダード・オイルなど大企業や政府の顧問などさまざまな仕事を引き受け、特にアメリカ合衆国空軍へのコンサルティングが増え、1953年に発足した通称「フォン・ノイマン委員会」の答申によって合計6種の戦略ミサイルが開発された。しかし、太平洋での核爆弾実験の観測やロスアラモス国立研究所での核兵器開発の際に放射線を浴びたことが原因となって、1955年に骨腫瘍あるいはすい臓がんと診断された（同僚のエンリコ・フェルミも1954年に骨がんで死亡している）。癌は全身に転移。その後も精力的に活動を続け、合衆国政府の相談役として重要な役割を果たし続けた。アメリカ原子力委員会初代委員長ルイス・ストローズの回想によれば「あるとき国防総省がノイマンに相談することになった…。移民だった彼のベッドはいまや国防長官、副長官、陸海軍の長官や参謀長達に囲まれていた」という。また1951年から翌年までアメリカ数学会会長を務めた。
1956年1月にワシントンD.C.のウォルター・リード病院に入院。死が間近になると、以前は信仰に熱心でなかったにもかかわらず、1度目の結婚の際に改宗したカトリック教会の司祭と話すことを望んで、周囲を驚かせた。1957年2月に53歳で死去。ニュージャージー州のプリンストン墓地に埋葬されている。

## 活動

### 数学
- 純粋数学では、数学基礎論、集合論や測度論、作用素環論、エルゴード理論などを研究した。
- ゲーム理論の成立に貢献。特にミニマックス定理の証明は数学の分野だけでなく、企業経営における戦略の理論や、軍事戦略の基礎理論（オペレーションズ・リサーチ）、ゼロサムゲームにおける戦略（将棋やチェスなどのコンピュータプログラムを含む）などに指針を与え社会に大きな影響を与えた。
- 数学基礎論ではゲーデルとは独立に、第二不完全性定理を発見している。公理的集合論における正則性公理を提唱した。
- モンテカルロ法を考案したうちの一人で、名付け親だとされている。
- 擬似乱数生成器の開発にも貢献している[25]。

### 物理学
- 物理では量子力学を形式的に完成させた『量子力学の数学的基礎』で知られる（詳細はリンク先記事を参照）。

#### 戦争への協力
兵器である砲弾や爆弾は、爆発さえすれば目標になんらかの影響を与えることはできるが、その威力は単純に爆薬量だけに依存するわけではない。威力は爆発方法や弾体の形、構造などによっても大きく異なる。
フォン・ノイマンは、1930年代半ばから爆発時の空気や液体などの流体の衝撃波に興味を持った。彼は1940年頃から衝撃波の理論構築を進め、平面だけでなく球面衝撃波の問題も研究した。1941年からは国防研究委員会（NDRC）の顧問、後に委員となり、爆発時の噴流を特定方向に集中させて威力を増す指向性爆薬（成形炸薬）の爆発も研究した。
また、爆発時に衝撃波がどのように発生するかは、流体力学の非線形偏微分方程式を何らかの手段で解く必要があり、この必要性が彼が電子計算機に関わるきっかけの一つとなった。

### 気象学
- ジュール・グレゴリー・チャーニー、フョルトフトとともに気象力学の草分けの一人。気象学や気象予報において数理モデルとコンピュータを使う斬新な手法を持ち込み（数値予報）、天気を操るアイディアも提案し[27][28]、地球温暖化も予測した[29][30]。

#### 背景と数値予報に関わるまでの経緯
1944年8月に、フォン・ノイマンは数学者ハーマン・ゴールドシュタインと偶然に知り合いになった。その際に彼はゴールドシュタインから初の汎用電子コンピュータENIACのことを聞いた。彼は高速での計算が可能になれば、さまざまな分野の非線形偏微分方程式を数値的に解くことができ、そうなれば、さまざまな分野に全く新しい革新をもたらすことを知り抜いていた。フォン・ノイマンは素早く電子コンピュータの本質を理解し、ENIACの演算回路の改良とともに次に計画されていた計算機EDVACの性能を格段に上げるため新しい発想を練り上げた。彼はENIACを知ってわずか2週間でプログラム内蔵型コンピュータの概念を作り上げ、翌年3月には現在のコンピュータの基本構成となる案を作り上げた。　
1945年にはプリンストン高等研究所（IAS）でENIACの後継の独自の新型コンピュータ開発のためのプロジェクトである電子コンピュータプロジェクト（Electronic Computer Project）を立ち上げた。この膨大な資金を必要とする電子コンピュータの開発には、資金集めのためのわかりやすい目的が必要だった。彼は1945年頃にシカゴ大学の気象・海洋学者であるカール=グスタフ・ロスビー（Carl-Gustaf Rossby）から、気象予測が主観的な職人芸となっていることを知った。電子コンピュータによる気象予測やその結果を用いた気象改変は人々にとってわかりやすい目的だった。彼は気象予測のための非線形偏微分方程式（プリミティブ方程式）を電子コンピュータを使って数値計算すれば、職人芸ではなく客観的な予報（数値予報）ができると考え、電子コンピュータプロジェクトの一つに数値予報の開発を加えた。

#### 気象プロジェクト
ものごとをとにかく前に進めることが得意なフォン・ノイマンは、さっそく1946年に海軍などを説得して資金を集めた。そして、電子コンピュータを使った数値予報を研究するために「気象プロジェクト（Meteorology Project）」を立ち上げ、世界の主な気象学者を集めて会議を開いて、気象学者たちをまとめた。これによってプロジェクトは実現へと踏み出した。しかし、数値予報はイギリスの気象学者ルイス・リチャードソン（Lewis Richardson）が第一次世界大戦中に手計算で行って失敗しており、単に偏微分方程式を差分形にして電子コンピュータで計算するだけではうまくいかないことははっきりしていた。その打開のために、1948年にアメリカの気象学者ジュール・チャーニー（Jule Charney）が気象プロジェクトに招かれた。チャーニーによってリチャードソンによる失敗の回避が行われ、電子コンピュータを用いた数値予報のための手法が切り開かれていった。
数値予報の実験は、当初ENIACではなくその後継マシンで行う予定であったが、後継マシンの開発が遅れたため、1950年からENIACを使って、順圧モデルという気象の移流のみを予測する簡易化された気象予報モデルで予報の再現実験が行われた。この際に、モデルを内部記憶装置が小さいENIACで計算できるようにするために、フォン・ノイマンがその手法を開発した。この結果は1950年に発表され、数値予報が実現可能であることを実証した記念碑的な論文となった。この論文の3名の著者の一人としてフォン・ノイマンも入っている。

#### 実験的な数値予報の成功
フォン・ノイマンが高等研究所で開発していたコンピュータ（IASマシン）が1951年に完成した。この高速の計算機を利用して、1952年にはチャーニーらは、複雑な傾圧モデルを用いて低気圧発達の再現に成功した。これを受けて、現業運用のための数値予報モデルの開発のために、1954年にアメリカに「合同数値予報グループ（Joint Numerical Weather Prediction Unit: JNWPU）」が設立された。これは後に、現在アメリカで数値予報を行っている国立環境予報センター（National Center for Environmental Prediction: NCEP）となっていった。
一方で、1956年にはシカゴ大学の気象学者ノーマン・フィリップス（Norman Phillips）が、大気大循環モデルの計算実験を行って、地球上の大気の典型的な気候学的循環パターンの再現に成功した。その将来性に気付いたフォン・ノイマンは、早速大循環モデルのその後の発展のための会議のお膳立てをした。しかし、がんが進行していたフォン・ノイマンは、1957年に亡くなってしまった。しかし、気象プロジェクトから始まった数値予報モデルと大循環モデル（気候モデル）は、現在日々の天気予報やIPCCなどで議論されている地球温暖化の将来予測に欠かせないものである。

### 経済学
- フォン・ノイマン多部門成長モデルによる経済成長理論への貢献。
- 生産集合・再生産の生産システム概念の導入。
- ブラウワーの不動点定理を使い均衡の存在を証明。
- 経済学での最も大きな貢献として、オスカー・モルゲンシュテルンと共に経済学にゲーム理論を持ち込んだことが挙げられる。この応用がゲーム理論の本格的な幕開けとされ、現在、経済学ではミクロ経済学・マクロ経済学と並ぶ重要な分野として確立している。

### 計算機科学

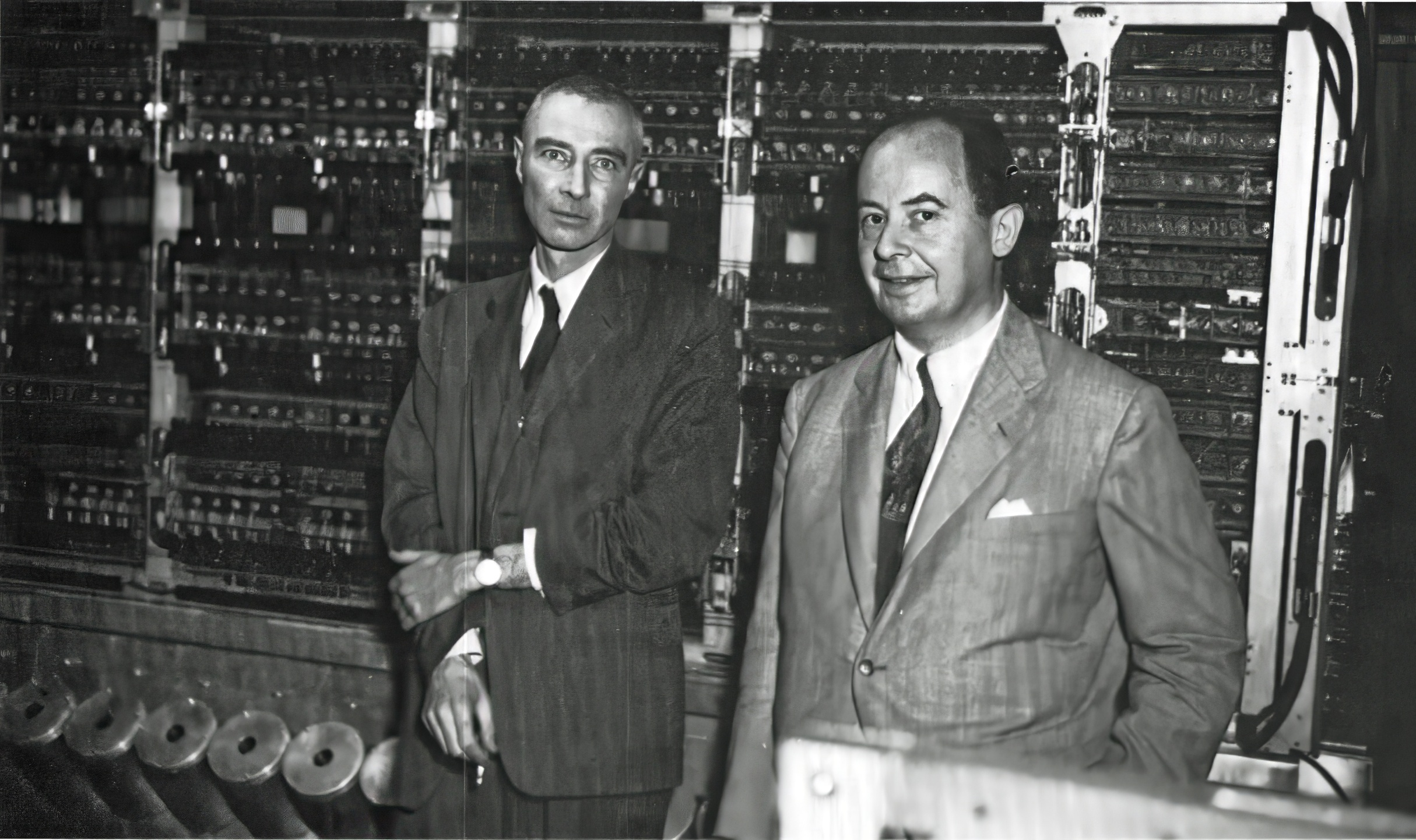
IASマシンの前で並ぶノイマンとロバート・オッペンハイマー（左）

- EDVAC開発に参加した際、プログラム内蔵方式に関して書いた文書（EDVACに関する報告書の第一草稿）にフォン・ノイマンの名前しか書かれていなかったため、ストアードプログラム方式の考案者であると言われていた。その方式は「ノイマン型コンピュータ」とも言われ、現在のほとんどのコンピュータの動作原理である。アラン・チューリング、クロード・シャノンらとともに、現在のコンピュータの基礎を築いた功績者とされている。EDVAC開発チームのジョン・プレスパー・エッカートとジョン・モークリーが技術面を担当し、ノイマンが理論面を担当したと言われている。ノーマン・マクレイはプログラム内蔵方式に関してクルト・ゲーデルが不完全性定理の証明で用いたゲーデル数化のアイデアを応用したものと説明している[37]。
- セル・オートマトンの分野をスタニスワフ・ウラムと創出し、（当初はろくにコンピュータもなかったにもかかわらず）実に方眼紙とペンだけで、自己増殖の概念を証明してみせた。ここでユニバーサル・コンストラクタの概念が考え出された。この分野については、彼の死後『自己増殖オートマトンの理論』Theory of Self Reproducing Automataが出版されている。この自己増殖マシンはDNAの自己複製の発見やコンピュータウイルスの先駆けであるとされる[38][39]。この貢献によりノイマン没後30年後に立ち上がった「人工生命」と呼ばれる分野の父とも呼ばれている[40]。また、カリフォルニア工科大学でノイマンが行ったオートマトンに関する講演は計算機科学者のジョン・マッカーシーに影響を与え、マッカーシーはノイマンから研究の助言を受けた[41]。1956年にダートマス会議で「人工知能」を確立したマッカーシーはノイマンも招くことを計画していたが、既にノイマンは故人となっていた。ノイマンは「コンピュータと脳（英語版）」と題した著書で人間の頭脳とコンピュータを比較する試みを行っていた。
- アルゴリズムの研究にも貢献。ドナルド・クヌースは、ノイマンがマージソートの発明者であると指摘している。
- クヌースは数値流体力学の分野にも挑戦したことも指摘している。R.D.Ritchmyerとともに、"人工粘性"artificial viscosityを決定するアルゴリズムを開発し、その成果により人類の衝撃波についての理解が進歩することになった。その後の天体物理学の分野の進歩や、高度なジェットエンジンやロケットエンジンの開発に、この研究は大いに貢献している。流体力学・空気力学の問題をコンピュータで計算するときには、計算すべき格子点（グリッド）が多くなりすぎるという問題があるのだが、この"人工粘性"という数学的な道具を用いることで、基本的な物理学特性を損なわずに、衝撃の伝播をコンピュータで計算しやすい形で表現することができるようになったのである。
- また、この際に発言したセリフとして、「俺の次に計算の早い奴ができた」という名言・格言で有名。しかし、これに関する証拠は実際になく、都市伝説のような形で捉えられている。

### 核兵器開発への加担

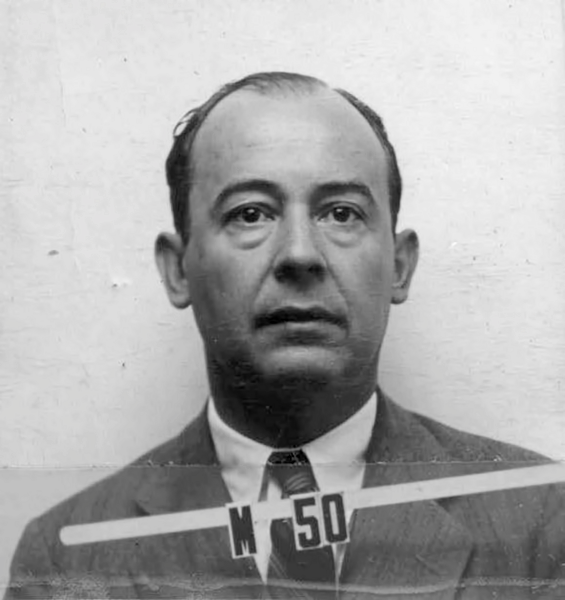
原子爆弾開発に参加したころのIDバッジ写真

- この分野での彼の主要な業績には、「大きな爆弾による被害は、爆弾が地上に落ちる前に爆発したときの方が大きくなる」というものがある。この理論は、広島と長崎に落とされた原子爆弾にも利用された。
- 長崎に投下されたプルトニウム型原子爆弾ファット・マンのための爆縮レンズの開発を担当し、1940年代に爆轟波面の構造に関するZND理論を確立した。この理論を元に10か月にわたる数値解析によって、爆薬を32面体に配置することによって、原子爆弾が実際に実現できることを示した。
- ソ連のスパイだったクラウス・フックスと水素爆弾を共同で開発していた。
- 日本に対して原爆投下の目標地点を選定する際には「京都が日本国民にとって深い文化的意義をもっているからこそ殲滅すべき」だとして、京都への投下を進言した。このような側面を持つノイマンは、スタンリー・キューブリックによる映画『博士の異常な愛情』のストレンジラヴ博士のモデルの一人ともされている。

## 逸話
- その驚異的な計算能力[42]と映像記憶力[43][44]、特異な思考様式、極めて広い活躍領域から「悪魔の頭脳」「火星人」「1,000分の1インチの精度で噛み合う歯車を持った完璧な機械」[45]と評された。
- 圧倒的な計算能力については数々の逸話が残っている。
  - 子供の頃、電話帳の適当に開いたページをさっと眺めて、番号の総和を言って遊んでいた。
  - 八桁と八桁のかけ算及び割り算を暗算で行う。
  - 座ってぶつぶつ独り言を言いながら放心したように天井を見つめて暗算し、数分間目を泳がせた後おもむろに口を開き、それを解くことは不可能だと主張する研究者の目の前でスラスラと問題を解いてみせた。
  - 頭にめぼしい定数や方程式をどっさり覚えていて、それらを総動員して電光石火で問題を解き、他人の着想をみるみる膨らませていった。「誰かが一つ提案しようものなら、ひっつかんで、あっという間に五ブロック先まで行ってしまう」、「自転車で特急を追いかける気分でした」と言わしめた[4]。
  - プリンストン高等研究所内に完成したコンピュータの性能をテストする為に適当な問題をやらせてみることにした。答え合わせの正しい解答が必要だったので、そこで即席の力くらべとしてフォン・ノイマンが機械と競争することになった。当時のこのコンピュータは1秒間にわずか乗算2000回の処理能力しかなかったとはいえ、先に答えを出したのはフォン・ノイマンだった[46]。
  - コンピュータ・プログラム(50行のアセンブリ言語)を頭の中で作成したり修正したりする[47]。
  - ロスアラモスにて科学者たちからいわゆる御神託と目されていたフォン・ノイマンとエンリコ・フェルミだが、ある時二人は流体力学に関してちょっと変わった競争形式の議論を行っていて、それはめいめいが問題となっている事柄を一番速く解こうとするものであった。しかしフォン・ノイマンの稲妻のような分析能力に太刀打ちできる者はやはりなく、彼が常に勝ちを収め、かの天才フェルミであってもそれは例外ではなかった[48]。
  - さる抜群の実験物理学者とエミリオ・セグレが、ある積分によって定まる問題のことで悪戦苦闘していたところ、部屋の開きっ放しになったドアからフォン・ノイマンが廊下を歩いてくるのが見えた。二人が助けを求めると彼はドアのところまで来て黒板をチラリと眺め、その場でいきなり答えを書き取らせて彼らを仰天させた。このような例が1ダースではきかなかったという[49]。
- 語学にも非常に優れていた。
  - 幼少期に家庭教師たちに仕込まれたドイツ語、英語、フランス語、イタリア語の他、父マックスとギムナジウムの授業からラテン語とギリシャ語を身につけ、こうして母語のハンガリー語と合わせて7つの言語を扱うことが出来た。また、これらの内のどの言語で話しても、一つの言語しか話せない人よりも速く話せたと言われている[50]。
  - 3ヵ国語で同時にジョークや猥談を行う。
  - しかし、手紙の英語のスペルはよく間違えていた。
  - たびたびドイツ語の語句に対応する英語の語句を尋ねていたようで、アメリカ移住後もアイデアはドイツ語で思い付き、それを英語に素早く翻訳していたようである[51]。
- オンケンの『世界史』全44巻を読み終え、10歳にして、現在の出来事と歴史上の出来事との間の類似点を指摘したり、両者を軍事戦略や政治戦略の理論と関連付けて論じることが出来た[52]。
- ある時、ハーマン・ゴールドスタインがフォン・ノイマンの能力を試してみようと、ディケンズの『二都物語』の冒頭部分を言ってみてくれと頼んだところ、一瞬もためらうことなく第一章を暗唱し始め、もういいと言うまで10分か15分間暗唱し続けた[53]。
- 幼少時代、深い思考に入るときに部屋の隅へ行き壁と壁の継ぎ目を凝視するクセがあった[54]。
- 入院後は、車椅子で救急車に乗ってまで、アメリカ原子力委員会の会合に出席したりした[55]。
- ノーベル物理学賞受賞者ハンス・ベーテからは、「頭脳が常軌を逸している」と評された[56]。
- 後にノーベル経済学賞を受賞するジョン・ナッシュは、学生時代にノイマンにナッシュ均衡に関する考えを紹介している。この時、ノイマンは理論の結論を聞く前に「それは注目に値するほどのことかね、要は不動点定理を適用しているだけじゃないか」と一蹴した。なお、ナッシュ均衡に関してはナッシュ自身も「私の業績の中でも特に目立たぬもの」と評している[57]。
- 1930年9月7日にケーニヒスベルクで開催されていた「厳密科学における認識論」についての第2回会議においてクルト・ゲーデルが第一不完全性定理を発表すると、発表の後にノイマンはゲーデルと個人的に会話を行い、定理の内容を直ちに理解した。その会議の後、ゲーデルは第二不完全性定理を得て論文にまとめ、論文は11月17日に受理された。いっぽう、ノイマンは独力で第二不完全性定理を導き、その結果を11月20日付けの手紙でゲーデルに知らせた。ゲーデルはすぐに返答の手紙を書き、論文の別刷を添えて返送した[58][59]。この分野で自分に先んじたゲーデルのことは例外的に尊敬しており、生涯高く評価し続けた[60]。
- 何十年も居住している家の棚の食器の位置すら覚えられなかったほか、1日前に会った有名人の名前すら浮かばなかったことも。興味がないものに対しては全く無関心であると評された。またこれらの事は、ノイマンが事柄の記憶にひきかえ、意外にも画像の記憶が不得手であったことに由来しているとも言われる。親友であったスタニスワフ・ウラムの自伝にも、そのことを表す記述が見られる。「ジョニーは与えられた物理的状態の下でどんなことが起こっているかを推測する直観的常識や、十分な感覚あるいは趣味を、ほとんど持ち合わせていなかった。彼の記憶は主に耳からのもので、目からのものではなかった」[61]。
- 政治での立場はタカ派であった。
  - 青年期に経験したハンガリー革命、アーサー・ケストラーの『真昼の暗黒』やスターリン政権下のソビエト連邦への短い旅行などを通じて、ナチズムと共産主義を「左右の全体主義」と嫌っていた[62]。ソ連への先制攻撃を強く主張し、後に『ライフ』誌が掲載した死亡記事によれば[63]、1950年に「明日彼らを爆撃しようではないかと言われたら、なぜ今日爆撃しないのかと言う。今日の5時にと言うなら、なぜ1時にしないのかと言う。」("If you say why not bomb them tomorrow, I say why not bomb them today? If you say today at 5 o'clock, I say why not 1 o'clock?") という発言をしたとされる。スタンリー・キューブリック監督はこのインタビュー記事から映画『博士の異常な愛情』のストレンジラブ博士を生み出した[64]。
  - ハト派だったノーバート・ウィーナーとは性格から政治信条まで好対照だったため、比較に出されることが多い[65]。ウィーナーとは1945年以降にサイバネティックスの分野で共同研究をした。1940年代後半にノイマンが生物学の研究のためには細胞を研究すべきだという手紙をウィーナーに出した結果、ウィーナーの怒りを買い、共同研究は終わりを迎えた[66]。
- ウラムによれば、フォン・ノイマンは極めて広範囲の科学に興味を抱き、数学者として複雑な推論に由来する妙技や抜群の洞察力がある一方で、絶対的自信に欠けるところがあったという。最高水準にある新しい真理を直感的に予知する力、新定理の証明や定理化に一見不合理なところがあることを知覚する特殊才能に欠けると感じていたようである[67]。
- マンハッタン計画において原爆開発に関わっている科学者はロスアラモスに居住すべしとする規則があったが、フォン・ノイマンはこれを免れた数少ない者の1人であった[68]。
- チューリッヒにいた頃、親友のユージン・ウィグナーと共にビリヤードを覚えようと思い立ち、ビリヤードのある喫茶店へ出かけ、老練なウェイターにビリヤードを教えてくれるように頼んだ。するとそのウェイターは「君たちは勉強が好きかい。女の子に興味があるかい。本当にビリヤードを習いたいんなら、どっちもやめてしまいなよ」と言った。二人はちょっと相談して、どちらか一方はやめてもよいが両方はやめられないということになり、ビリヤードを習うのをやめたという。 [69]
- アインシュタインの心には、最も優れた人や有名な人も含め他の物理学者に対して一種の軽蔑が育まれてしまったのではないか、あまりに神格化されもてはやされ過ぎてしまったと思わないかどうかとウラムに尋ねられた際、「君の言っていることは正しい。彼は、この物理学の歴史において他の人々が自分の競争相手となるものであるという考えが、あまりにもなさ過ぎる」と同意した。 [70]
- セクハラの常習犯で、秘書のスカートの中を覗くのが趣味だった。また下品なジョークや会話で周囲の顰蹙を買う事も多かった[71]。
- 雨中のドライブで交通渋滞にあった時、「この頃は、車は交通機関としてはだめだね。しかし素晴らしい傘になるよ」と言った。車はずっと好きであった。

## 日本語訳
- 『ゲームの理論と経済行動』銀林浩ほか訳（ちくま学芸文庫 全3巻／旧版は東京図書 全5巻）－ オスカー・モルゲンシュテルンとの共著
  1. 『ゲームの理論と経済行動 1』阿部修一・銀林浩・橋本和美・宮本敏雄訳、筑摩書房〈ちくま学芸文庫〉、2009年5月。ISBN 978-4-480-09211-3。
  2. 『ゲームの理論と経済行動 2』銀林浩・下島英忠・橋本和美・宮本敏雄訳、筑摩書房〈ちくま学芸文庫〉、2009年6月。ISBN 978-4-480-09212-0。
  3. 『ゲームの理論と経済行動 3』銀林浩・橋本和美・宮本敏雄訳、筑摩書房〈ちくま学芸文庫〉、2009年7月。ISBN 978-4-480-09213-7。
- 『ゲーム理論と経済行動』 武藤滋夫訳、中山幹夫翻訳協力、勁草書房、2014年6月。刊行60周年記念版
- 『量子力学の数学的基礎』井上健・広重徹・恒藤敏彦訳、みすず書房、1957年11月。ISBN 4-622-09025-2。新版2021年ほか
- 『自己増殖オートマトンの理論』A・W・バークス編補、高橋秀俊監訳、岩波書店、1975年7月。ISBN 4-00-005427-9。オンデマンド版2015年
- 「人工頭脳と自己増殖――オートマトンの論理学概論」『世界の名著 第66巻 現代の科学Ⅱ』品川嘉也・品川泰子訳、中央公論社、1970年6月、409-457頁。ISBN 978-4-12-400146-4。
  - 「人工頭脳と自己増殖」『世界の名著 第80巻 現代の科学Ⅱ』品川嘉也・品川泰子訳、中央公論社〈中公バックス〉、1978年11月。ISBN 978-4-12-400690-2。新装普及版
- 『電子計算機と頭脳』飯島泰蔵・猪股修二・熊田衛訳、ラテイス、1964年。
- 『計算機と脳』柴田裕之訳、野崎昭弘解説、筑摩書房〈ちくま学芸文庫〉、2011年11月。ISBN 978-4480094131。
- 『ノイマン・コレクション　数理物理学の方法』伊東恵一 編訳・新井朝雄・一瀬孝・岡本久・高橋広治・山田道夫 訳、筑摩書房〈ちくま学芸文庫〉、2013年12月。ISBN 978-4480095718。
- 『ノイマン・コレクション　作用素環の数理』長田まりゑ 編訳・岡安類・片山良一・長田尚訳、筑摩書房〈ちくま学芸文庫〉、2015年1月。ISBN 978-4480095725

## 伝記研究
- ノーマン・マクレイ『フォン・ノイマンの生涯』渡辺正・芦田みどり訳、ちくま学芸文庫、2021年。ISBN 4-480-51043-5。上記の新版
- 高橋昌一郎『フォン・ノイマンの哲学　人間のフリをした悪魔』講談社現代新書、2021年。ISBN 4-06-522440-3
- アナニヨ・バッタチャリヤ『未来から来た男 ジョン・フォン・ノイマン』松井信彦訳、みすず書房、2023年。ISBN 4-622-09642-0

- 廣島文生『知の巨人と数理の黎明　フォン・ノイマン1』「双書・大数学者の数学」現代数学社、2021年。ISBN 4-7687-0556-1
- ウィリアム・パウンドストーン『囚人のジレンマ　フォン・ノイマンとゲームの理論』松浦俊輔ほか訳、青土社、1995年。ISBN 4-7917-5360-7
- 『現代思想　総特集フォン・ノイマン』青土社、2013年8月臨時増刊。ISBN 4-7917-1265-X